# Marcantonio Memmo
Marcantonio Memmo, död 1615, var en venetiansk doge. Han var regerande doge av Venedig 1612–1615.